# Chamaeleo africanus
Chamaeleo africanus är en ödleart som beskrevs av Laurenti 1768. Chamaeleo africanus ingår i släktet Chamaeleo och familjen kameleonter. Inga underarter finns listade i Catalogue of Life.

## Utseende
Denna kameleont blir med svans vanligen 30 till 40 cm lång. Artens grundfärg är grönaktig, ofta med en gul längsgående linje på varje sida av ryggen men färgen kan liksom hos andra kameleonter ändras till grå- eller gulaktig för att åstadkomma en bättra kamouflage. Ögonen är mycket rörligare än hos flera andra djur på grund av att de sitter på ett organ som liknar ett konformigt torn. På bakhuvudet förekommer ett annat utskott av benvävnad som påminner om en luva. Med hjälp av svansen som kan användas som gripverktyg har Chamaeleo africanus bra förmåga att klättra i växtligheten.

## Utbredning
Chamaeleo africanus har ett stort utbredningsområde i norra Afrika från södra Algeriet och Egypten i norr till Ghana och norra Centralafrikanska republiken i syd.  Arten introducerades dessutom på sydvästra Peloponnesos i Grekland. Denna kameleont vistas i savanner, i Saharas oaser, i Sahelzonen, på sanddyner med växtlighet, i sumpmarker med saltvatten, i torra buskskogar och i öppna skogar med akacior. I Grekland hittas den i sanddyner nära kusten. Chamaeleo africanus besöker även jordbruksområden som brukas mindre intensiv samt trädgårdar.

## Ekologi
Arten är aktiv på dagen och den klättrar ofta i den låga växtligheten. Ibland når den upp till trädens övre delar. Födan utgörs av insekter och av andra ryggradslösa djur. Chamaeleo africanus fångar sina byten liksom andra kameleonter med hjälp av sina långa tunga som är mycket rörlig.
Fortplantningssättet är främst känd för den grekiska populationen och för exemplar som hölls i fångenskap. På Peloponnesos lägger honan i september eller oktober 4 till 43 ägg. Ungarna kläcks efter 10 till 11 månader i augusti eller september. Äggen göms i en underjordisk hålighet. Ungar i fångenskap blev efter 12 till 16 månader könsmogna. Honor använder färgbytet även efter parningen för att visa att de inte längre är parningsberedda.

## Status
I Afrika är inga allvarliga hot för beståndet kända. Mellan 1975 och 2013 fångades uppskattningsvis 10000 exemplar och såldes som sällskapsdjur men det hade mindre påverkan på hela populationen. I Grekland är arten hotad genom habitatförstöring och även i Egypten kan ökande urbanisering påverka arten negativ. IUCN listar Chamaeleo africanus som livskraftig (LC).